# Allysine
L’allysine, ou acide 2-aminoadipique-6-semialdéhyde, est un composé chimique de formule HOOC–HC(NH2)–CH2–CH2–CH2–CHO. C'est un acide aminé dérivé de la lysine sous l'action d'une protéine-lysine 6-oxydase (en) (EC 1.4.3.13), ou lysyl oxydase, enzyme qui oxyde l'amine –CH2–NH2 terminale des résidus lysine en groupe aldéhyde –CHO avec libération d'ammoniac NH3 et de peroxyde d'hydrogène H2O2 moyennant consommation d'une molécule d'oxygène O2 et d'une molécule d'eau H2O. Cette réaction a lieu dans la matrice extracellulaire afin de produire des résidus à chaîne latérale réactive permettant des pontages aldoliques entre molécules d'élastine ou de collagène pour renforcer leur cohésion globale, en formant par exemple de la desmosine dans le cas de l'élastine.
L'allysine est formée également au cours de la dégradation de la lysine par l'action de la saccharopine déshydrogénase (EC 1.5.1.10) sur la saccharopine avec libération de glutamate.